# Рамос, Эмилиано
Эмилиа́но Ма́ксимо Ра́мос Авиле́с (исп. Emiliano Máximo Ramos Avilés; род. 8 марта 2005, Арика) — чилийский футболист, вингер клуба «Эвертон».

## Клубная карьера
Рамос — воспитанник клуба «Эвертон». 25 июня 2022 года в поединке Кубка Чили против «Магальянес» Эмилиано дебютировал за основной состав. 4 сентября 2023 года в матче против «Ньюбленсе» он дебютировал в чилийской Примере. 12 мая 2024 года в поединке против «Кобресаль» Игнасио забил свой первый гол за «Эвертон». 

## Международная карьера
В 2025 году Рамос в составе молодёжной сборной Чили во второй раз принял участие в молодёжном чемпионате Южной Америки в Венесуэле.